# Ferran III del Sacre Imperi Romanogermànic
Ferran III, emperador romanogermànic (Graz, 13 de juliol de 1608 - Viena, 2 d'abril de 1657) fou Emperador del Sacre Imperi Romanogermànic, arxiduc d'Àustria, rei d'Hongria i rei de Bohèmia.

## Família
Nascut a la ciutat de Graz, capital històrica del Ducat d'Estíria, el 1608. Fill de l'emperador Ferran II, emperador romanogermànic i de la princesa Maria Anna de Baviera. Net per via paterna de l'arxiduc Carles II d'Habsburg i de la princesa Maria Anna de Baviera i per via materna del duc-elector Guillem V de Baviera i de la princesa Renata de Lorena.
El dia 20 de febrer de l'any 1631 contragué matrimoni amb la infanta Maria Anna d'Espanya, filla del rei Felip III d'Espanya i de l'arxiduquessa Margarida d'Àustria. La parella tingué sis fills:
- SM el rei Ferran IV d'Hongria, nat el 1633 a Viena i mort el 1654 a la mateixa capital austríaca.
- SAIR l'arxiduquessa Marianna d'Àustria, nada a Viena el 1634 i morta a Madrid el 1696. Es casà amb el rei Felip IV d'Espanya.
- SAIR l'arxiduc Felip August d'Àustria, nat el 1637 a Viena i mort el 1639 a Viena.
- SAIR l'arxiduc Maximilià Tomàs d'Àustria, nat el 1638 a Viena i mort l'any 1639.
- SM l'emperador Leopold I, emperador romanogermànic, nat a Viena el 1640 i mort el 1705. Es casà primer amb la infanta Margarida d'Espanya, i després amb Elionor del Palatinat-Neuburg.
- SAIR l'arxiduquessa Maria d'Àustria, nada el 1646 a Viena i morta pocs dies després.

L'any 1648, l'emperador tornà a contraure matrimoni, aquesta vegada amb l'arxiduquessa Maria Leopoldina d'Àustria-Tirol, filla de l'arxiduc Leopold V d'Àustria i de la princesa Clàudia de Mèdici. La parella tingué un únic fill:
- SAIR l'arxiduc Carles Josep d'Àustria, nat el 1649 a Viena i mort el 1664. Fou Gran Mestre de l'Orde Teutònic.

Tres anys després del seu segon matrimoni, l'emperador contragué matrimoni amb la princesa Elionor de Màntua, filla del duc Carles IV de Màntua i de Maria Gonzaga de Màntua. La parella tingué quatre fills:
- SAIR l'arxiduquessa Teresa d'Àustria, nascuda a Viena el 1652 i morta el 1653.
- SAIR l'arxiduquessa Elionor d'Àustria, nascuda a Ratisbona el 1653 i morta el 1697 a Viena. Es casà en primeres núpcies amb el rei Miquel I de Polònia i en segones núpcies amb el duc Carles V de Lorena.
- SAIR l'arxiduquessa Maria Anna d'Àustria, nascuda el 1654 a Viena i morta el 1689 a Düsseldorf. Es casà amb l'elector palatí Joan Guillem del Palatinat.

- SAIR l'arxiduc Ferran Josep d'Àustria, nat el 1657 a Viena i mort l'any següent.

## Joventut
Educat pels jesuïtes, es va convertir en rei d'Hongria el 1625, en rei de Bohèmia el 1627 i arxiduc d'Àustria (però només de la Baixa Àustria i l'Àustria Interior) el 1623 (l'Alta Àustria fou donada pel seu pare a un germà seu, Leopold V d'Habsburg).
El 1627 Ferran va reforçar la seva autoritat i va establir un important precedent legal i militar mitjançant l'emissió d'una Ordenança de Terres revisat que va privar als estats bohemis del seu dret a mobilitzar soldats, reservant aquesta facultat exclusivament al monarca.
Després de la mort d'Albrecht von Wallenstein el 1634, va ser nomenat cap titular de l'exèrcit imperial a la Guerra dels Trenta Anys, i aquest mateix any es va unir al seu cosí, el cardenal-Infant Ferran, sent el nominal responsable de la captura de Donauwörth i Regensburg, i de la derrota dels suecs a la batalla de Nördlingen. Líder del partit de la pau a la cort, va ajudar a negociar la Pau de Praga (1635) amb els estats protestants, especialment a Saxònia.

## Accés a l'Imperi
Després d'haver estat elegit rei dels Romans l'any 1636, va succeir al seu pare com a emperador del Sacre Imperi el 1637. Tenia l'esperança de ser capaç de fer la pau amb el Regne de França i Suècia, però la guerra es va perllongar durant altres onze anys, arribant per fi al final amb la pau de Westfàlia (Tractat de Münster amb França, tractat d'Osnabrück amb Suècia) el 1648, ambdós negociats pel seu enviat Maximilian von und zu Trauttmansdorff, un diplomàtic que havia estat nomenat comte el 1623 pel seu pare, Ferran II.

## Guerra dels Trenta Anys
Ferran s'enfrontava a una posició militar deteriorada en la Guerra dels Trenta Anys. Encara que Matthias Gallas i el principal exèrcit imperial havien forçat Johan Banér a tornar al Bàltic, el març de 1638, Bernard de Saxònia-Weimar va destruir un exèrcit imperial a la batalla de Rheinfelden, i la captura de Breisach al desembre va assegurar el control francès d'Alsàcia i tallant el camí dels espanyols, obligant Gallas a desviar-hi recursos. Encara que Melchior von Hatzfeldt va derrotar una força combinada sueco-alemanya a la batalla de Vlotho a l'octubre, la manca de subministraments va obligar Gallas a retirar-se del Bàltic. L'abril de 1639, Banér va derrotar els saxons a la batalla de Chemnitz i va entrar a Bohèmia al maig i Ferran va haver de retirar l'exèrcit de Ottavio Piccolomini després d'alliberar Thionville, posant fi a la cooperació militar directa entre Àustria i Espanya, i la pressió per fer la pau va augmentar sobre Olivares sobretot després que les victòries franceses i sueques tallessin el camí dels espanyols, obligant a Madrid a abastir els exèrcits de Flandes per mar i la flota holandesa sota el comandament de Maarten Harpertszoon Tromp va obtenir una victòria important a la batalla de les Dunes l'octubre de 1639.
La victòria francesa a la batalla de Kempen el gener de 1642 va ser seguida per la una nova victòria a Breitenfeld a l'octubre de 1642, en la que el mariscal suec Lennart Torstensson va causar gairebé 10.000 baixes a un exèrcit imperial liderat per l'arxiduc Leopold Guillem d'Àustria. La captura de Leipzig al desembre va donar als suecs una nova base important a Alemanya, i malgrat el seu fracàs per capturar Freiberg, el 1643 l'exèrcit saxó s'havia reduït a unes quantes guarnicions aïllades. Tot i que Ferran va acceptar que una solució militar ja no era possible, lluitava continuava amb l'esperança d'evitar que els Estats Imperials negociessin la pau amb França i Suècia, preservant així la seva autoritat permetent-li representar l'Imperi en el seu conjunt, i això va semblar possible quan Richelieu va morir el desembre de 1642 i Lluís XIII el maig de 1643, deixant com a rei el seu fill Lluís, de cinc anys. Tanmateix, la política francesa es va mantenir sense canvis sota el seu successor, el cardenal Mazzarino, i els guanys a Alsàcia van permetre als francesos centrar-se en la guerra contra Espanya. El 1643, l'exèrcit de Flandes va envair el nord de França amb l'esperança d'alleujar la pressió sobre els seus exèrcits en altres fronts, però va ser derrotat decisivament per Lluís II de Borbó-Condé a la batalla de Rocroi el 19 de maig acabant amb qualsevol perspectiva de reobrir el camí dels espanyols, i Madrid finalment va acceptar que la guerra contra els holandesos no es podia guanyar. Tanmateix, Condé no va poder aprofitar plenament la seva victòria per les dificultats de provisionament i per la derrota de Josias von Rantzau a mans d'una força imperial-bavaresa liderada per Franz von Mercy a la batalla de Tuttlingen al novembre i que va provocar la pèrdua dels territoris guanyats en cinc anys.
Poc després de la seva derrota a Rocroi, Ferran va convidar Suècia i França a assistir a les converses de pau a les ciutats de Münster i Osnabrück a Westfàlia, però aquestes negociacions es van retardar quan Cristià IV de Dinamarca va bloquejar Hamburg i va augmentar els pagaments dels drets del Sund al Bàltic afectant greument les economies holandesa i sueca, provocant que el desembre de 1643 esclatés la Guerra de Torstenson quan els suecs van envair Jutlàndia amb suport naval holandès. Ferran va reunir un exèrcit imperial comandat per Matthias Gallas per atacar els suecs per la rereguarda, però Torstensson va deixar Carl Gustaf Wrangel per acabar la guerra a Dinamarca i va marxar contra l'Imperi el maig de 1644 sense que Gallas pogués aturar-lo, mentre que els danesos van demanar la pau després de la seva derrota a la batalla de Fehmarn l'octubre de 1644. Durant l'últim període de la guerra, el 1644, Ferran III va donar a tots els governants dels estats alemanys el dret de dur a terme la seva pròpia política exterior (ius belli ac pacis). D'aquesta manera l'emperador estava tractant de guanyar més aliats en les negociacions amb França i Suècia. Aquest edicte va contribuir molt a l'erosió gradual de l'autoritat imperial al Sacre Imperi Romanogermànic. L'agost de 1644, els exèrcits francesos i bavaresos es van trobar en la batalla de Freiburg en la qual ambdós bàndols van patir nombroses baixes. Convençut que la guerra ja no es podia guanyar, Maximilià I de Baviera va pressionar Ferran perquè acabés amb el conflicte. Poc després que les converses de pau es reiniciessin al novembre, l'exèrcit imperial de Gallas es va desintegrar i les restes es van retirar a Bohèmia, on van ser dispersats per Torstensson a la batalla de Jankov, prop de Praga el març de 1645. Al maig, una força bavaresa comandada per von Mercy va destruir un destacament francès a la batalla de Herbsthausen, abans de ser derrotat i mort per l'exèrcit de Lluís II de Borbó-Condé va derrotar l'exèrcit en la batalla de Nördlingen. Privat del suport imperial, Joan Jordi I de Saxònia va signar una treva de sis mesos amb Suècia al setembre, i al març de 1646 el tractat d'Eulenberg pel que va acordar mantenir-se neutral fins al final de la guerra.
Els francesos a Renània comandats per Henri de la Tour d'Auvergne i el suecs comandats per Wrangel, que havia substituït Torstensson, van envair Baviera per separat l'estiu de 1646, i Maximilià es va desesperar per posar fi a una guerra que va ser el principal responsable d'iniciar. Els espanyols van donar a conèixer l'oferta secreta de Mazzarino d'intercanviar la Catalunya ocupada pels francesos pels Països Baixos espanyols, i els holandesos, enfadats per aquesta duplicitat, van acordar una treva amb Espanya el gener de 1647 negociant els seus propis termes de pau. En no haver aconseguit adquirir els Països Baixos a través de la diplomàcia, Mazzarino va decidir fer-ho per la força i alliberar recursos, i el 14 de març de 1647 amb la tractat d'Ulm signada amb entre França, Suècia, Baviera va renunciar a la seva aliança amb l'Imperi. A la pau de Linz de desembre de 1645, l'emperador va posar al seu costat el príncep Jordi Rákóczi I de Transsilvània, antic aliat de França i Suècia, a canvi de garantir als estaments hongaresos el dret de representació imperial i la llibertat de religió per als protestants, fet que va impedir la Contrareforma i el futur domini absolutista a Hongria.
L'ofensiva francesa es va ensorrar quan les tropes de Turenne, majoritàriament alemanyes, es van amotinar i el general bavarès Johann von Werth es va negar a complir els acords d'Ulm. Encara que els amotinaments es van suprimir ràpidament, Maximilià es va sentir obligat a seguir l'exemple de Werth i al setembre va ordenar a von Bronckhorst-Gronsfeld que combines les restes de l'exèrcit de Baviera amb les tropes imperials sota von Holzappel. Superats en nombre per un exèrcit franco-suec dirigit per Wrangel i Turenne, van ser derrotats a la batalla de Zusmarshausen el maig de 1648 i von Holzappel va morir, tot i que el gruix de l'exèrcit imperial va escapar gràcies a una eficaç acció de rereguarda de Raimondo Montecuccoli, però Baviera va quedar indefensa una vegada més. Els suecs van enviar una segona força al comandament de Hans Christoff von Königsmarck per atacar Praga, apoderant-se del castell i del districte de Malá Strana al juliol. L'objectiu principal era aconseguir el major botí possible abans que acabés la guerra; no van aconseguir prendre el nucli antic però van capturar la biblioteca imperial, juntament amb tresors, inclòs el Còdex Gigas, ara a la Biblioteca Reial d'Estocolm. Quan una ofensiva espanyola a Flandes va acabar amb la derrota a la batalla de Lens l'agost de 1648, Ferran finalment va acordar els termes i el 24 d'octubre va signar la Pau de Westfàlia amb França i Suècia, posant fi a la guerra.

## La Pau de Westfàlia
La Pau de Westfàlia, signada a Münster el 1648 va comportar que l'imperi patís importants pèrdues territorials. L'Antiga Confederació Suïssa era reconeguda com a nació plenament independent tot i que ja estaven fora de la legislació imperial pel tractat de Basilea de 1499 que va cloure la Guerra de Suàbia. Els Tres Bisbats, efectivament sota control francès des de 1552, foren oficialment cedits a França, juntament amb el Sundgau i el Breisach i la supremacia sobre la Decàpolis alsaciana de la línia cadet tirolesa dels Habsburg. Suècia guanyava la Pomerània Occidental, Wismar, Bremen i Verden i un vot a la Dieta Imperial. Brandenburg-Prússia rebia la Pomerània Oriental, els bisbats secularitzats de Halberstadt i Minden i el dret de successió del també secularitzat Arquebisbat de Magdeburg. Baviera va conservar la seva dignitat electoral que havia guanyat a l'inici de la guerra, creant-se un nou (el vuitè) estament electoral que escollia l'emperador.
El poder de l'emperador es trencava, l'intent de Ferran de governar el Sacre Imperi Romanogermànic segons l'absolutisme va fracassar i es va posar fi a la dominació secular de l'Imperi sobre tot el cristianisme, però l'imperi i l'oficina imperial van continuar sent importants tot i que l'estat nació passava a ser el nivell més alt de govern sense estar subordinat a cap altre. A partir d'ara les institucions de l'imperi estarien ocupades a parts iguals per catòlics i protestants i els estaments imperials podien fer valer drets considerables. Els territoris més grans es van beneficiar més de les noves regulacions, entre les que estaven que els estats van rebre el dret a formar aliances amb potències estrangeres sempre que no fos contra l'emperador o l'imperi, i determinar una altra vegada el protestantisme com la religió oficial de les seves terres, tot i que es va sancionar la implementació de la Contrareforma als països centrals de Ferran i es donava reconeixement legal als calvinistes. Tres noves grans potències internacionals sorgiren d'aquesta pau: l'imperi Suec, les Províncies Unides Holandeses i el regne de França, tot i que el temps de Suècia com a gran potència seria breu.

## Postguerra
En el congrés de pau de Nuremberg de 1649 i 1650 es va dur a terme la retirada definitiva de les tropes estrangeres i l'acord polític de la relació amb Suècia i França durant la qual les hostilitats gairebé van començar de nou. L'emperadriu Maria Anna d'Espanya havia mort el 13 de maig de 1646 a conseqüència de les afeccions creades arran del seu últim part, el de l'arxiduquessa Maria que també morí. La seva filla Maria Anna fou promesa del príncep d'Astúries Baltasar d'Habsburg, però aquest morí el 1646. Ferran es va tornar a casar amb una altra cosina germana, Maria Leopoldina d'Àustria el 2 de juliol de 1648 en una cerimònia celebrada a Linz notablement esplèndida. El matrimoni, però, va durar poc més d'un any i va acabar amb la mort prematura de la pròpia Maria Leopoldina en el part. El 7 d'octubre de 1649 Marianna contragué matrimoni amb el pare del que havia estat el seu promès, el seu oncle Felip IV, un monarca que, havent enviudat i havent perdut el seu fill i hereu, optava així a una probable descendència masculina.
L'últim matrimoni de Ferran va ser amb Elionor de Màntua l'any 1651, una dona molt culta i pietosa que va escriure poemes, va dirigir un acadèmia literària i va animar la vida cultural de Viena. Encara que de formació catòlica, va ser molt tolerant amb els escriptors protestants. Va fundar diversos monestirs, entre ells el de les Ursulines, a Viena. Era també protectora de l'ordre de les carmelites. Així mateix també va fundar l'orde religiós de les esclaves de la virtut.
El poder sobirà de Ferran a les terres hereditàries austríaques i el seu poder a Hongria i Bohèmia era significativament més gran que el del seu predecessor reforçant el poder principesc i reduint enormement la influència dels estaments. La Contrareforma va continuar. A partir de les restes de l'exèrcit imperial Ferran va formar un exèrcit permanent que mostraria una gran eficàcia amb el seu successor, Leopold I. Ferran va ampliar i actualitzar massivament les fortificacions de Viena, amb una inversió de més de 80.000 florins].
Malgrat la pèrdua considerable d'autoritat a l'imperi, Ferran es va mantenir actiu en la política imperial i va restablir la seva posició a les institucions de l'imperi, va fer reestructurar el Consell Àulic, que competia amb el Tribunal de la Cambra Imperial, i a finals de 1652, va convocar una dieta imperial a Ratisbona, que va durar fins al 1654, la darrera tradicional en ser substituïda pel futur Reichstag perpetu, i en la que es va decidir que el contingut dels tractats de pau a Münster i Osnabrück sota la llei imperial havia de passar a formar part de la constitució imperial.
L'emperador va aconseguir ajornar algunes de les qüestions constitucionals que eren especialment perilloses per al seu poder. El fet que alguns dels nobles elevats pel seu pare al rang de príncep obtinguessin un escó i un vot al Reichstag parla de la seva força creixent, i el Reichstag va fer una aliança el 1656 amb la Confederació de Polònia i Lituània contra les agressions de Carles X de Suècia durant la Segona Guerra del Nord. Ferran també va provocar l'elecció com a rei dels Romans, rei d'Hongria i rei de Bohèmia del seu fill Ferran IV, que va morir el 1654. Com que el seu segon fill Leopold encara era massa jove per ser elegit, Ferran va retardar l'obertura i la conclusió del Deputationsstag després del Reichstag per guanyar temps fins a les properes eleccions. Finalment, Leopold va ser coronat rei d'Hongria i Bohèmia. Ferran va morir, el 1657.